# Oceanul Atlantic
Oceanul Atlantic este al doilea ocean ca mărime de pe Pământ, acoperind aproape 20% din suprafața sa. Numele oceanului, care se trage din mitologia greacă, înseamnă Marea lui Atlas.
Nivelul mediu al Oceanului Atlantic este cu 0,2 m mai redus decât al Oceanului Pacific, apele sale fiind mai sărate și mai dense decât ale Pacificului.

## Curenții de aer
Oceanul Atlantic aduce dinspre Ecuator curenții de aer cald ce vin spre Europa și spre Oceanul Arctic. La întoarcerea din Oceanul Arctic, curenții de aer rece se îndreaptă spre ecuator, transformându-se în curenții pozitivi.

## Istorie
Se presupune că Oceanul Atlantic s-a format cu 174 de milioane de ani în urmă. După teoria unui american, Atlanticul s-a format prin destrămarea Pangeei cu care placa Americană s-a îndepărtat de supercontinentul Afro-Eurasia.

## În viitorul apropiat
Se consideră că Oceanul Atlantic este în continuă expansiune, iar Oceanul Pacific este în continuă micșorare. Placa americană se îndepărtează de Africa, va consuma o parte din placa Rusiei, pentru a reveni la poziția inițială.
Peste 247 de milioane de ani, Oceanul Pacific se va micșora continuu și va dispărea, din cauza faptului că placa americană se va depărta din ce în ce mai mult de continentele Africa și Europa, iar Oceanul Atlantic va avea, astfel, dimensiuni din ce în ce mai mari.

## Limite
Atlanticul este mărginit de America de Nord și America de Sud, în vest, și Europa și Africa, în est. Este legat de Oceanul Pacific prin Oceanul Arctic în nord, și prin Pasajul Drake în sud. În plus, este legat artificial de Pacific prin Canalul Panama. Linia de demarcație dintre Oceanul Atlantic și Oceanul Indian este la meridianul 20°E. Atlanticul este separat de Oceanul Arctic printr-o linie care duce de la Groenlanda, prin insulele Svalbard până în nordul Norvegiei.

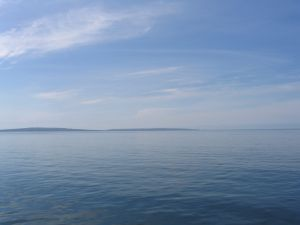
Oceanul Atlantic văzut de pe coasta de vest a Irlandei

## Atlanticul de Nord
Atlanticul de Nord se întinde în emisfera nordică de la ecuator până la Oceanul Arctic. El cuprinde insulele Capului Verde, insulele Canare, Madeira, insulele Azore, Bermuda, Färöer, Islanda, Groenlanda precum și Terra Nova. Este delimitat prin ecuator de Atlanticul de Sud.

## Atlanticul de Sud

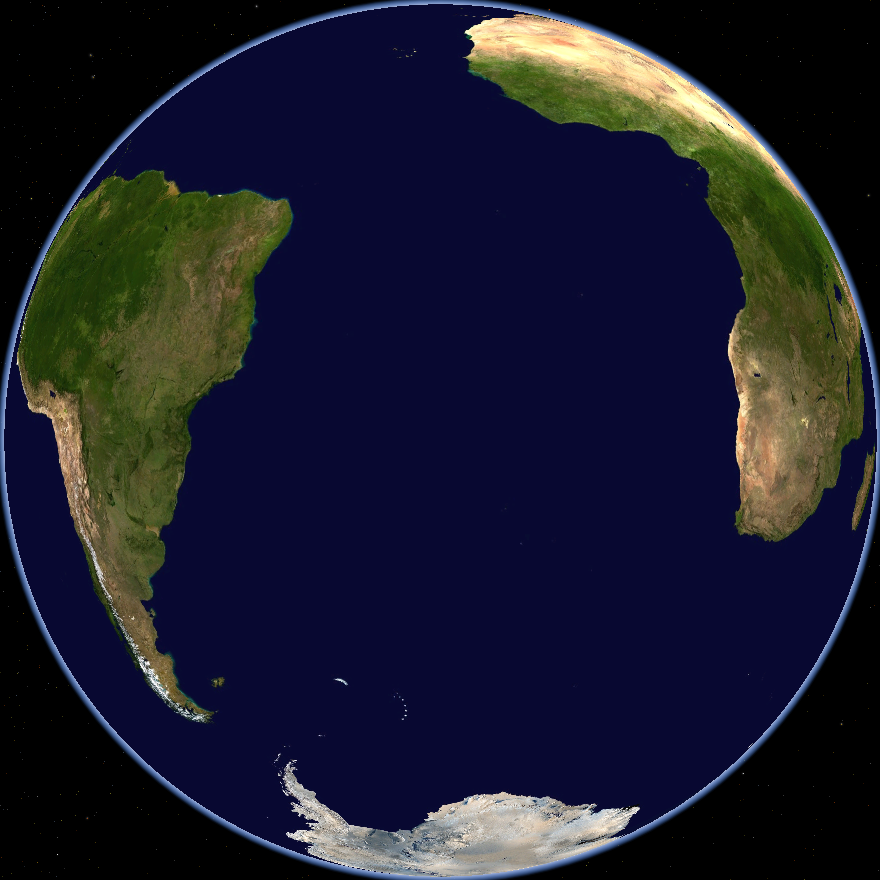
Oceanul Atlantic

Atlanticul de Sud este regiunea Atlanticului situată la sud de ecuator, între continentele America de Sud, Africa Occidentală și Africa Sudică. La sud, Atlanticul este limitat de Oceanul Antarctic și Antarctida.

## Insulele principale
- Insulele Falkland
- Georgia de Sud și Insulele Sandwich de Sud
- São Tomé și Príncipe
- Annobón (din Golful Guinea)
- Ascension
- Tristan da Cunha
- Sfânta Elena

Mările care fac parte din Oceanul Atlantic (sunt considerate adiacente) includ: Marea Caraibelor, Marea Nordului, Marea Labrador și Marea Baltică. Insulele importante din Oceanul Atlantic sunt: Insulele Faroe, Svalbard, Groenlanda, Islanda, Rockall, Marea Britanie, Irlanda, Fernando de Noronha, Insulele Azore, Insulele Madeira, Insulele Canare, Insulele Capul Verde, São Tomé și Príncipe, Newfoundland, Bermuda, Indiile de Vest, Ascension, Sf. Elena, Martin Vaz, Tristan da Cunha, Insulele Falkland și Insula Georgia de Sud.

## Conținut
Incluzând mările adiacente, Oceanul Atlantic ocupă o suprafață de 106.400.000 km², iar fără aceste mări, are o suprafață de 82.400.000 km². Volumul oceanului, cu mările adiacente, este de 354.700.000 km³, iar fără ele este de 323.600.000 km³. Adâncimea medie a Atlanticului este de 3.332 m (incluzând mările adiacente) sau 3.926 (fără mările adiacente). Cel mai adânc punct este Groapa Puerto Rico de 9.219m . Lățimea oceanului variază de la 2.848 km între Brazilia și Liberia, până la 4.830 km între Statele Unite ale Americii și nordul Africii.
Mările care fac parte din Oceanul Atlantic (sunt considerate adiacente) includ: Marea Caraibelor, Marea Mediterană, Marea Nordului, Marea Labrador și Marea Baltică. Insulele importante din Oceanul Atlantic sunt: Insulele Faroe, Svalbard, Groenlanda, Islanda, Rockall, Marea Britanie, Irlanda, Fernando de Noronha, Insulele Azore, Insulele Madeira, Insulele Canare, Insulele Capul Verde, São Tomé și Príncipe, Newfoundland, Bermuda, Indiile de Vest, Ascension, Sf. Elena, Martin Vaz, Tristan da Cunha, Insulele Falkland și Insula Georgia de Sud.
Înțeleptul grec Platon afirma că în Atlantic ar fi existat un continent, acum dispărut: Atlantida, așa cum ar fi existat Pacifida în Pacific.

## Viețuitoarele marine
Studiul asupra viețuitoarelor mării arată că au nevoie de circa 20% oxigen și 80% apă pentru asigurarea unei vieți fără riscuri și pentru digerarea hranei.

### Teritoriul și clima
Clima este influențată de temperaturile apelor de suprafață și de curenții de apă, precum și de vânturi. Din cauza capacității mari a oceanului de a stoca și de a elibera căldură, clima maritimă este mai moderată și are variații sezoniere mai puțin extreme decât climatul interior. Precipitațiile pot fi aproximate de date meteorologice de coastă și temperatură a aerului de la temperaturile apei.
Viețuitoarele marine au nevoie de un teritoriu care să constituie un climat variabil. Animalele marine își schimbă teritoriul în funcție de anotimp și temperatură. Primăvara și vara ele stau pe un teritoriu cu temperatură medie. Toamna ele pornesc spre un teritoriu cu temperatură ridicată, pentru a preveni schimbările majore produse în timpul iernii.

### Hrana
Hrana este necesară animalelor marine, doar când acestea își pierd energia vitală (stelele de mare, caii de mare, aricii de mare etc.). Unele animale (rechinii), consumă hrană cât jumătate din greutatea lor. Acest fapt este unul grav, deoarece contribuie la dispariția multor specii aflate în pericol de extincție.

### Regenerarea viețuitoarelor marine
Stelele de mare fac parte din speciile de animale marine care se regenerează.